# Флаг Воеводины
Флаг Воево́дины — официальный символ автономного края Воеводина Республики Сербия.
Флаг Воеводины основан на сербском флаге. На флаге Сербии все три цветные полосы имеют равную ширину, а на флаге Воеводины синяя область (в середине) шире остальных. Использование цветов сербского флага означает, что Воеводина является частью Сербии.
На флаге изображены три жёлтых звезды, которые символизируют три области: Бачка, Банат и Срем, части Воеводины, но они также напоминают Флаг Европы, что показывает, что Воеводина — европейская область, и что Воеводина надеется стать членом Европейского союза, как часть Сербии.